# Vin de cerises
Le vin de cerises est une boisson similaire au vin, obtenue à partir de la fermentation contrôlée de cerises. C'est une forme populaire de vin de fruits en Pologne, et aussi un produit commercialisé en Allemagne.

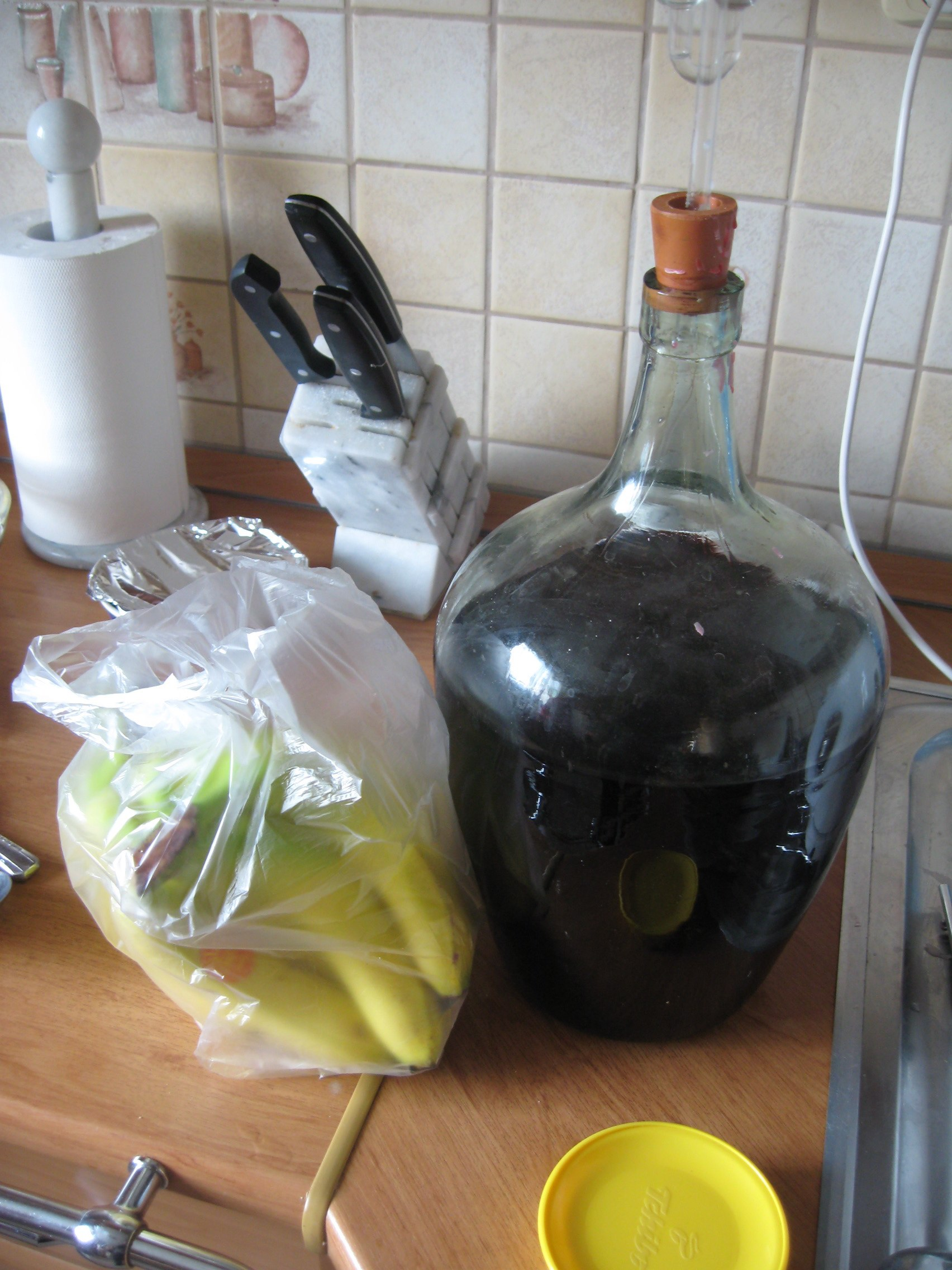
Vin de cerises en Pologne

## Processus
Parmi les types de cerises, ce sont plutôt les cerises acides qui sont aptes à la vinification, et en particulier la Schattenmorelle (de). Les cerises douces au contraire sont peu aptes à la vinification sans l'ajout d'un acide. En tout cas, les cerises doivent être dénoyautées, car les noyaux peuvent libérer de l'acide cyanhydrique qui est toxique.
Le vin de cerises est obtenu soit par fermentation de jus soit par fermentation en purée. Dans la première variante, les cerises sont d'abord écrasées et le jus en est extrait par pression. Par la suite, on ajoute le sucre, et la levure dans le jus de cerise douce pour augmenter l'acidité, avec généralement de l'acide lactique. Le jus peut alors fermenter. Dans le cas de la fermentation en purée, les fruits sont écrasés et la purée qui en résulte est mélangée à de la levure. Ce n'est qu'après que ladite purée a fermenté quelques jours que le jus est extrait par pression, et on y ajoute alors éventuellement du sucre, ce qui fait réagir la levure. Plus on ajoute de sucre, plus la teneur en alcool sera élevée. 
Le vin de cerises est en général un produit de loisir plus que commercial, et peut parfois servir d'ersatz bon marché pour le vin de raisin. Si l'on trie un peu la matière première, en écartant les fruits abîmés, et si l'on fait attention à la propreté dans les divers processus, on peut obtenir une boisson d'une certaine qualité. Souvent les petits producteurs ajoutent dans leur préparation du "spirytus" (alcool rectifié à 80%).

## Produits dérivés
À côté du vin de cerises (Kirschwein), existent aussi le pétillant à la cerise (Kirschsekt, qui subit une seconde fermentation en bouteille) ou le vinaigre de cerise (Kirschessig, pour apéritifs et sauces).